# Aisone
Aisone (piemontiul: Aison) település Olaszországban, Piemont régióban, Cuneo megyében. Lakosainak száma 211 fő (2023. január 1.). Aisone Demonte, Valdieri és Vinadio községekkel határos.

## Népesség
A település népessége az elmúlt években az alábbi módon változott:
| Lakosok száma | 241  | 236  | 211  |
|               | 2017 | 2018 | 2023 |